# ديفيد جيمس (سياسي أمريكي)
ديفيد جيمس (بالإنجليزية: David James)‏ هو شخصية أعمال وسياسي أمريكي، ولد في 8 أغسطس 1843 في ديرفيلد في الولايات المتحدة، وتوفي في 3 أكتوبر 1921. حزبياً، نشط في الحزب الجمهوري. وقد انتخب عضو مجلس ولاية ويسكونسن.